# Рибенчук Микола Миколайович
Рибенчу́к Мико́ла Микола́йович (нар. 7 лютого 1955) — український архітектор, реставратор, педагог.

## Біографія
Закінчив архітектурний факультет Львівського сільськогосподарського інституту (1977). Працював в інституті «Укрзахідпроектреставрація». 1992 року створив власну архітектурну майстерню під назвою «Симетрія». Член спілки архітекторів України. Заслужений архітектор України (1999). Доцент Львівської національної академії мистецтв, викладає на кафедрі монументально-декоративного живопису (від 2001 року). Лауреат Державної премії України в галузі архітектури 2006 року в складі творчого колективу.
Реставрація, реконструкція
- Реконструкція та переобладнання інтер'єрів колишнього костелу святої Урсули у Львові та історичного кварталу, що оточує храм (початок робіт 1995 року).
- Реставрація будинку на вулиці Руській, 2 у Львові.
- Реставрація колишнього костелу та монастиря францисканців у Городку Львівської області.
- Реставрація костелу монастиря францисканців у Львові на вулиці Короленка (1990-ті).
- Реставрація монастирського комплексу Унівської лаври (початок робіт 1994 року). Робота відзначена державною премією в галузі архітектури 2006 року[1].
- Реставрація військового цвинтаря в селі Потелич Львівської області (1996).

Власні проєкти
- Греко-католицька церква святого Миколи у смт. Великий Любінь Львівської області (проєкт 1991–1992 років, будівництво від 1992).
- Греко-католицька церква святого Володимира у селі Купичволя Львівської області (початок будівництва 1992).
- Греко-католицька церква Покрови Пресвятої Богородиці у селі Туради Жидачівського району (проєкт 1992 року, збудована у 1992–1994 роках).
- Церква Вознесіння Господнього на Левандівці (1993–2002).
- Греко-католицька церква святих Володимира та Ольги і плебанія в селі Бірки під Львовом (початок будівництва 1991 року).
- Православна церква Божого Тіла УАПЦ в селі Брюховичі під Львовом (проєкт 1991–1992, початок будівництва 1992 року).
- Церква УПЦ КП у селі Лужани Чернівецької області (початок робіт 1996 року).
- Вівтар споруджений на Львівському іподромі з нагоди візиту Івана Павла II до Львова (2001).
- Супермаркет «Арсен» на проспекті Червоної Калини у Львові (проєкт 2000–2001 років, будівництво завершено 2002 року)[2].
- Церква і ораторія оо Оріоністів на вулиці Лінкольна, 12 у Львові. Проєкт 2007 року, будівництво завершено 2008.[3]

Нереалізовані проєкти
- Капітула церкви святого Миколая УПЦ МП на вулиці Руській у Чернівцях (1995).
- Монастирський комплекс монахів Студійського уставу в с. Зарваниця Теребовлянського району (1996).

Церква Вознесіння Господнього на Левандівці.
Церква св. Луїджі Оріоне у Львові. Тильний фасад.
Церква святих Володимира та Ольги в Бірках

## Публікації
Автор книги «СИМЕТРІЯ АРХІТЕКТУРИ».